# Constanza Mackenna
Constanza Mackenna Leighton (Santiago de Chile, 25 de julio de 1990) es una actriz chilena que se hizo conocida por su rol de Mary-Ann Chamberline "La Gringa" en la teleserie Papá a la deriva de Mega.

## Carrera profesional
Estudió Teatro en la Universidad Finis Terrae.
En 2011 integró el elenco de Toc Toc, aplaudida obra del dramaturgo francés Laurent Baffie, en uno de los primeros montajes que se han realizado en el país, bajo la dirección de Rosita Nicolet.
Su debut en televisión fue en 2015, cuando la entrenador Moira Miller la descubrió y la propuso para la teleserie de Mega Papá a la deriva. Ahí interpretó a Mary-Ann Chamberline, La Gringa, y alcanzó mucha popularidad. Al año siguiente, se sumó a la nocturna Señores papis como Antonia, rol que le significó una nominación a los Premios Caleuche.

## Filmografía

### Telenovelas
| Teleseries | Teleseries         | Teleseries                       | Teleseries | Teleseries |
| Año        | Telenovela         | Rol                              | Canal      |            |
| ---------- | ------------------ | -------------------------------- | ---------- | ---------- |
| 2014-2015  | No abras la puerta | Extra                            | TVN        |            |
| 2015-2016  | Papá a la deriva   | Mary-Ann Chamberline "La Gringa" | Mega       |            |
| 2016-2017  | Sres. papis        | Antonia Fernández                | Mega       |            |
| 2018       | Soltera otra vez 3 | Gabriela                         | Canal 13   |            |
| 2018-2019  | Isla Paraíso       | Juliette Blanche                 | Mega       |            |
| 2021       | Demente            | Fernanda Ceruti                  | Mega       |            |
| 2021-2022  | Amar profundo      | Vanessa Ruiz                     | Mega       |            |
| 2023-2024  | Generación 98      | Macarena Norambuena              |            |            |
| 2024-2025  | Los Casablanca     | Isabella Rodríguez               |            |            |

### Series y unitarios
| Año  | Telenovela              | Rol         | Canal |
| ---- | ----------------------- | ----------- | ----- |
| 2020 | Historias de cuarentena | María Jesús | Mega  |

### Cine
- Migratory Birds (2018)

## Teatro
- Toc Toc (2011)
- Me cargan los optimistas (2017)

## Vídeos musicales
| Año  | Título   | Artista                             | Dirección             |
| ---- | -------- | ----------------------------------- | --------------------- |
| 2022 | Te Quise | Shamanes Crew & Movimiento Original | Sebastián Nauck Silva |

## Premios y nominaciones
| Año  | Premio           | Categoría               | Programa    | Resultado |
| ---- | ---------------- | ----------------------- | ----------- | --------- |
| 2016 | Premios Caleuche | Mejor actriz de soporte | Sres. papis | Nominada  |